# Эрмитова матрица
Эрми́това (или самосопряжённая) ма́трица — квадратная матрица, элементы которой являются комплексными числами, и которая, будучи транспонирована, равна комплексно сопряжённой: {\displaystyle A^{T}={\overline {A}}}. То есть для любого столбца {\displaystyle i} и строки {\displaystyle j} справедливо равенство
{\displaystyle a_{i,\;j}={\overline {a_{j,\;i}}},} где {\displaystyle {\overline {a}}} — комплексно сопряжённое число к {\displaystyle a},
или
{\displaystyle A=({\overline {A}})^{T}=A^{*}=A^{\dagger },}
где {\displaystyle {}^{*}} — эрмитово сопряжение
{\displaystyle {}^{\dagger }} — оператор эрмитова сопряжения (обозначение в квантовой механике).
Например, матрица
{\displaystyle {\begin{bmatrix}5&2+i\\2-i&7\end{bmatrix}}}
является эрмитовой.
Соответственно, антиэрмитовой матрицей называют квадратную матрицу, элементы которой удовлетворяют равенству {\displaystyle a_{i,\;j}=-{\overline {a_{j,\;i}}}}, или {\displaystyle A=-A^{*}}.

## Основные свойства
- Эрмитова матрица является нормальной.

- Диагональные элементы эрмитовой матрицы вещественны.

- Вещественная эрмитова матрица (то есть та, все элементы которой — вещественные числа) является симметричной:

- Аналогично, чисто мнимая эрмитова матрица (с элементами без вещественных составляющих) является кососимметричной.

- Определитель эрмитовой матрицы — вещественное число.

- Сумма двух эрмитовых матриц является эрмитовой.

- Обратная к эрмитовой матрица также эрмитова, если существует.

- Произведение двух эрмитовых матриц является эрмитовым тогда и только тогда, когда они коммутируют друг с другом, то есть если {\displaystyle AB=BA}.

- У эрмитовой матрицы все собственные значения вещественны, а собственные векторы могут быть собраны в ортонормированную систему.

- Собственные векторы эрмитовой матрицы, отвечающие различным собственным значениям, ортогональны. Но если одному собственному значению отвечают два собственных вектора, то они не обязательно ортогональны между собой, но ортогональны всем другим собственным векторам, отвечающим другим собственным значениям.

- Жорданова форма эрмитовой матрицы диагональна.

## Дополнительные свойства
- Сумма любой квадратной матрицы {\displaystyle B} и её эрмитово сопряженной {\displaystyle B^{*}}, {\displaystyle (B+B^{*})} является эрмитовой.
- Разность любой квадратной матрицы {\displaystyle B} и матрицы {\displaystyle B^{*}}, эрмитово сопряжённой ей, {\displaystyle (B-B^{*})} является антиэрмитовой, то есть {\displaystyle B-B^{*}=-(B-B^{*})^{*}}.
- Любую квадратную матрицу C можно представить как сумму эрмитовой и антиэрмитовой матриц :

{\displaystyle C=A+B}, причём эти слагаемые определяются однозначно: {\displaystyle A=(C+C^{*})/2}, {\displaystyle B=(C-C^{*})/2}. Их эрмитовость и антиэрмитовость следуют из двух предыдущих утверждений соответственно.